# I Premis Goya
La I edició dels Premis Goya (oficialment en castellà: Premios Anuales de la Academia "Goya") va tenir lloc al Teatre Lope de Vega de la ciutat de Madrid (Espanya) el 17 de març de 1987 i fa referència a aquelles produccions realitzades el 1986. La presentació de la gala va anar a càrrec de l'actor Fernando Rey i va tenir la presència de Joan Carles I i Sofia de Grècia. Fou retransmesa per TVE.
La gran guanyadora de la nit fou El viaje a ninguna parte, dirigida per Fernando Fernán Gómez amb tres premis: pel·lícula, director i guió (adaptat). Així mateix Fernán Gómez fou guardonat amb el premi Goya al millor actor per la seva actuació a Mambrú se fue a la guerra.

## Nominats i guanyadors
| Millor pel·lícula | Millor director |
| --- | --- |
| - El viaje a ninguna parte (Maribel Martín i Julián Mateos) - 27 horas (Elías Querejeta) - La mitad del cielo (Luis Megino Grande)                   | - Fernando Fernán Gómez per El viaje a ninguna parte - Emilio Martínez Lázaro per Lulú de noche - Pilar Miró per Werther                                 |
| Millor actor | Millor actriu |
| - Fernando Fernán Gómez per Mambrú se fue a la guerra - Juan Diego per Dragon Rapide - Jorge Sanz per El año de las luces                            | - Amparo Rivelles per Hay que deshacer la casa - Victoria Abril per Tiempo de silencio) - Ángela Molina per La mitad del cielo                           |
| Millor actor secundari | Millor actriu secundària |
| - Miguel Rellán per Tata mía - Antonio Banderas per Matador - Agustín González Martínez per Mambrú se fue a la guerra                                | - Verónica Forqué per El año de las luces - Chus Lampreave per El año de las luces - María Luisa Ponte per El hermano bastardo de Dios                   |
| Millor guió | Millor pel·lícula estrangera de parla hispana |
| - Fernando Fernán Gómez per El viaje a ninguna parte - Pedro Beltrán per Mambrú se fue a la guerra - José Luis Borau per Tata mía                    | - La película del rey de Carlos Sorin ( Argentina) - Pequeña revancha de Olegario Barrera ( Veneçuela) - Tiempo de morir de Jorge Alí Triana ( Colòmbia) |
| Millor fotografia | Millor muntatge |
| - Teo Escamilla per El amor brujo - José Luis Alcaine per La mitad del cielo - Hans Burmann per Werther                                              | - Eduardo Biurrun Marcos per Banter - Pablo G. del Amo per El viaje a ninguna parte - José Luis Matesanz per Werther                                     |
| Millor so | Millor música |
| - Bernardo Menz i Enrique Molinero Rey per Werther - Alfonso Pino i Carlos Faruolo per El hermano bastardo de Dios - Alfonso Pino per Luna de agosto | - Milladoiro per La mitad del cielo - Xavier Montsalvatge per Dragon Rapide - Emilio Arrieta per El disputado voto del señor Cayo                        |
| Millor direcció artística | Millor vestuari |
| - Félix Murcia per Dragon Rapide - Ramiro Gómez per Bandera negra - Wolfgang Burmann per Romanza final (Gayarre)                                     | - Gerardo Vera per El amor brujo - Elisa Ruiz Fernández i Javier Artiñano per Dragon Rapide - Gerardo Vera per La mitad del cielo                        |
| Millor maquillatge | Goya d'honor |
| - Fernando Florido per Dragon Rapide - José Antonio Sánchez per El viaje a ninguna parte                                                             | - José Fernández Aguayo (director de fotografia) |

## Resum de premis i candidatures
| Pel·lícula                       | Candidatures | Premis |
| -------------------------------- | ------------ | ------ |
| El viaje ninguna parte           | 5            | 3      |
| Dragon Rapide                    | 5            | 2      |
| La mitad del cielo               | 5            | 1      |
| Werther                          | 4            | 1      |
| Mambrú se fue a la guerra        | 3            | 1      |
| El año de las luces              | 3            | 1      |
| El amor brujo                    | 2            | 2      |
| Tata mía                         | 2            | 1      |
| El hermano bastardo de Dios      | 2            | 0      |
| Banter                           | 1            | 1      |
| Hay que deshacer la casa         | 1            | 1      |
| La película del rey              | 1            | 1      |
| Matador                          | 1            | 0      |
| Pequeña revancha                 | 1            | 0      |
| Tiempo de morir                  | 1            | 0      |
| El disputado voto del señor Cayo | 1            | 0      |
| Luna de agosto                   | 1            | 0      |
| Tiempo de silencio               | 1            | 0      |
| 27 horas                         | 1            | 0      |
| Lulú de noche                    | 1            | 0      |